# موتور علی ریگی
موتور علی ریگی روستایی در دهستان تهلاب بخش ریگ ملک شهرستان میرجاوه استان سیستان و بلوچستان ایران است.

## جمعیت
بر پایه سرشماری عمومی نفوس و مسکن در سال ۱۳۹۵ جمعیت این مکان این روستا بدون جمعیت بوده‌است.